# Thiết bị đầu cuối máy tính

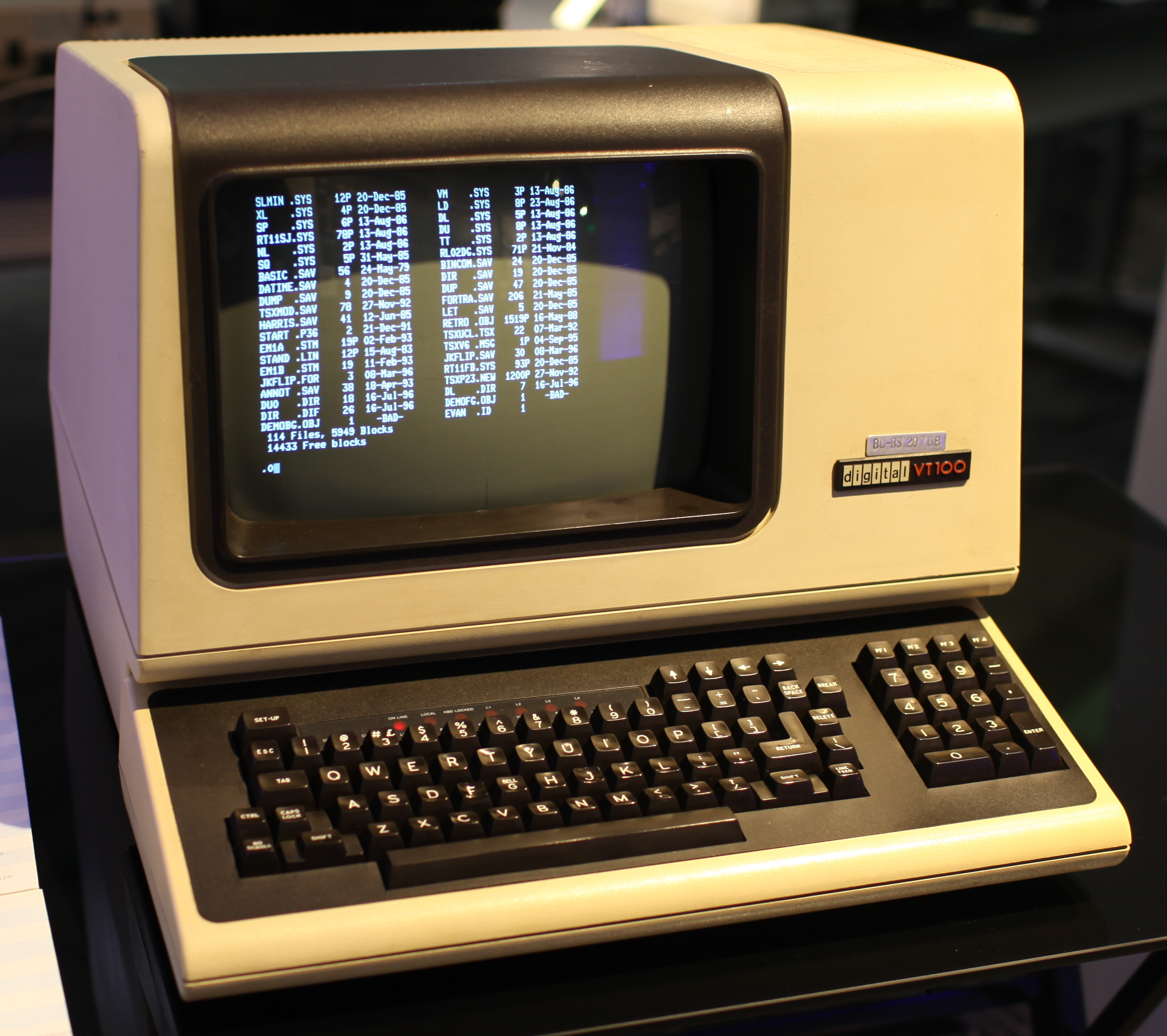
DEC VT100, một thiết bị đầu cuối máy tính được dùng rộng rãi

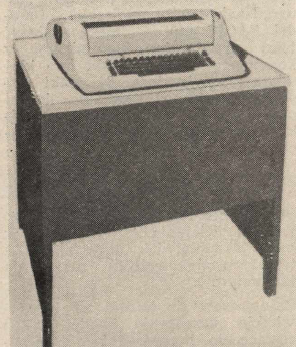
IBM 2741 terminal
(keyboard/printer)

Một thiết bị đầu cuối máy tính là một thiết bị phần cứng điện tử hoặc điện cơ được sử dụng để nhập dữ liệu vào, và hiển thị hoặc in dữ liệu ra từ một máy tính hoặc một hệ thống điện toán. Loại teletype là một ví dụ của một thiết bị đầu cuối hardcopy đời đầu,, đi trước việc sử dụng màn hình máy tính nhiều thập kỷ.
Ban đầu, thiết bị đầu cuối là thiết bị rẻ tiền nhưng rất chậm so với thẻ bấm lỗ hoặc băng giấy để nhập dữ liệu, nhưng khi công nghệ phát triển và các thiết bị hiển thị được phát minh, các thiết bị đầu cuối đã dần thay thế các dạng nhập dữ liệu cũ trên. Sự phát triển liên quan đến hệ thống chia sẻ thời gian đã phát triển khả năng sử dụng song song và tận dụng hết khả năng đánh máy của người dùng với khả năng hỗ trợ nhiều người dùng trên cùng một máy, mỗi người một thiết bị đầu cuối.
Chức năng của một đầu cuối được giới hạn để hiển thị và nhập dữ liệu; một thiết bị với khả năng xử lý dữ liệu có thể lập trình tại thiết bị có thể được gọi là "thiết bị đầu cuối thông minh" hoặc fat client. Một thiết bị đầu cuối phụ thuộc vào máy tính chủ để xử lý dữ liệu được gọi là "thiết bị đầu cuối câm" hoặc thin client. Một máy tính cá nhân có thể chạy phần mềm mô phỏng thiết bị đầu cuối để sao chép lại chức năng của thiết bị đầu cuối, đôi khi cho phép sử dụng đồng thời các chương trình của máy và truy cập vào một hệ thống đầu cuối ở xa.

## Sách tham khảo
- Bangia, Ramesh (2010). "line mode terminal". Dictionary of Information Technology. Laxmi Publications, Ltd. ISBN 978-93-8029-815-3.
- Bolthouse, David (1996). Exploring IBM client/server computing. Business Perspective Series. Maximum Press. ISBN 978-1-885068-04-0.
- Burgess, Ross (1988). UNIX systems for microcomputers. Professional and industrial computing series. BSP Professional Books. ISBN 978-0-632-02036-2.
- Diercks, Jon (2002). MPE/iX system administration handbook. Hewlett-Packard professional books. Prentice Hall PTR. ISBN 978-0-13-030540-4.
- Gofton, Peter W. (1991). Mastering UNIX serial communications. Sybex. ISBN 978-0-89588-708-5.
- Raymond, Eric S. (2004). The art of Unix programming. Addison-Wesley professional computing series. Addison-Wesley. ISBN 978-0-13-142901-7.
- Rodgers, Ulka (1990). UNIX database management systems. Yourdon Press computing series. Yourdon Press. ISBN 978-0-13-945593-3.
- Topham, Douglas W. (1990). A system V guide to UNIX and XENIX. Springer-Verlag. ISBN 978-0-387-97021-9.